# Nevado Copa
Il Nevado Copa è una montagna della Cordillera Blanca, sulle Ande, alta 6.188 m. È situato in Perù, nel dipartimento di Ancash.

## Aspetto fisico
Il Nevado Copa è la montagna più alta del Macizo del Copa, un massiccio montuoso in gran parte granitico che occupa la parte centrale della Cordillera Blanca, e nel quale è presente un altro seimila, lo Hualcán. È una montagna di forme tondeggianti che ha fama di essere uno dei più facili 6.000 della catena montuosa. Presenta due cime distinte, il Copa Nord (6.173 m) e il Copa propriamente detto (6.188 m). La montagna è ben visibile già a Huaraz, dalla strada proveniente da Lima. Vi si può accedere da ovest, con la strada che da Marcará conduce ad Hacienda Copa Chico, oppure da sud, attraverso la Quebrada Honda, la Quebrada Ruripaccha e la Laguna Paccharuri.

## Alpinismo
La prima ascensione al Nevado Copa è stata effettuata da Erwin Hein ed Erwin Schneider il 26 settembre 1932, durante la spedizione esplorativa sulle Ande diretta da Philip Borchers. Il Copa Nord è stato raggiunto, sempre nel 1932, dalla stessa spedizione e dai loro portatori peruviani.
La relativa facilità della salita è stata rimessa in discussione negli ultimi anni a causa del riscaldamento globale terrestre, che ha ampiamente modificato le condizioni glaciologiche della montagna.